# 宇和島市
宇和島市（うわじまし）は、愛媛県の南部（南予地方）に位置する都市。南予地方の中心都市で、宇和島城を中心に発展した闘牛で有名な旧城下町でもある。

## 地理

### 地形

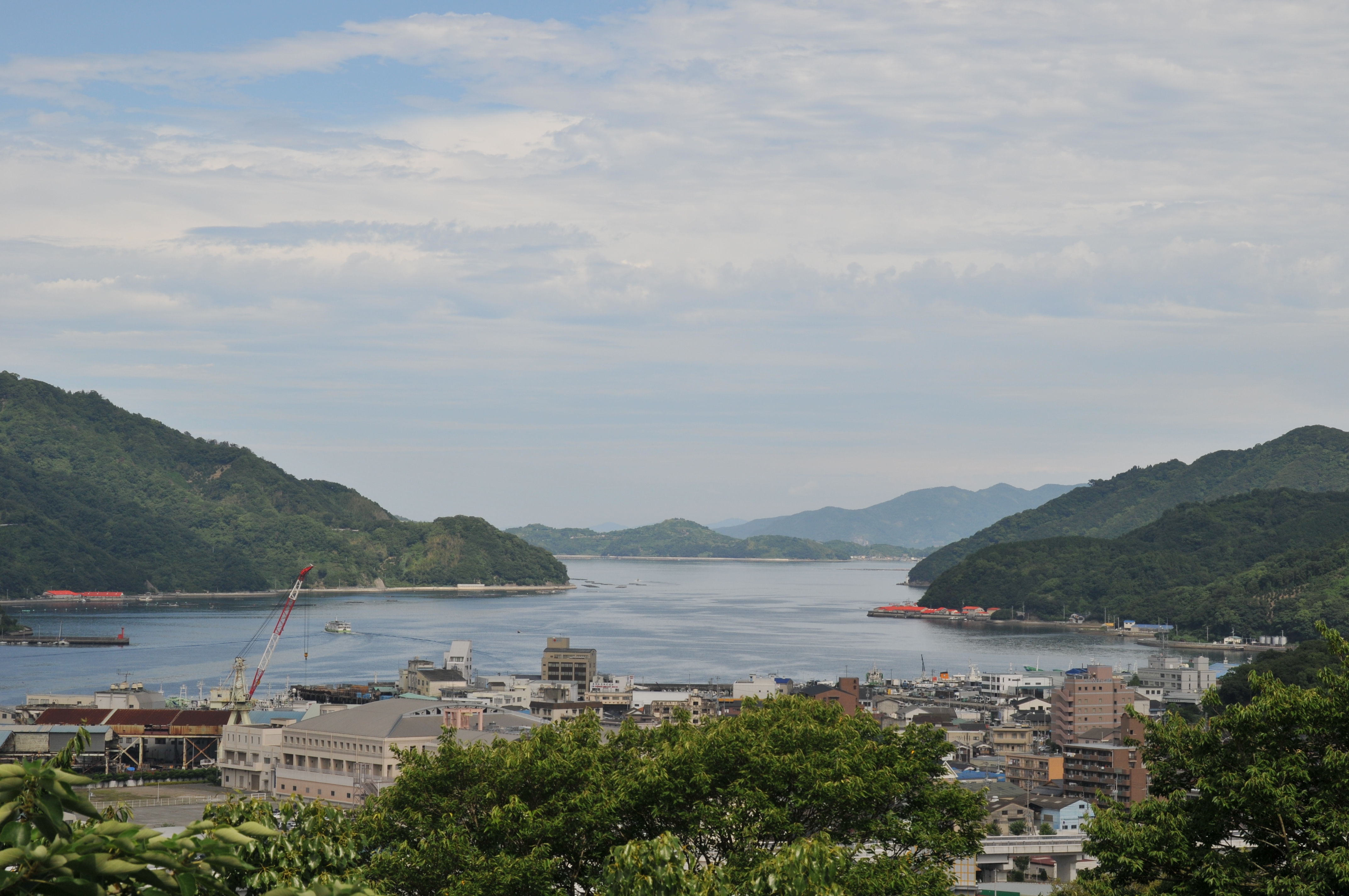
宇和海（宇和島城から）

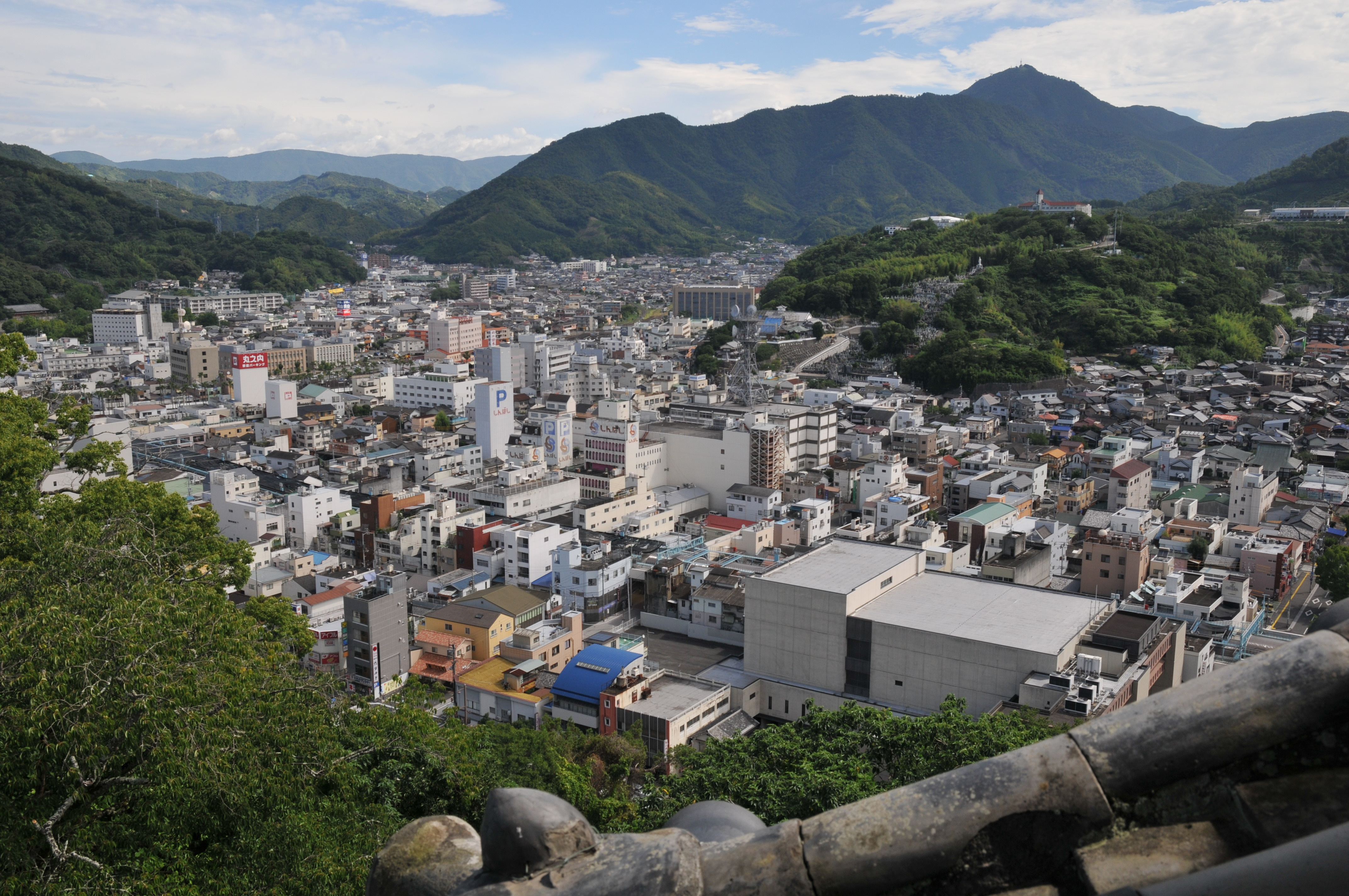
宇和島市街（宇和島城天守から）

宇和島市中心部周辺の空中写真。
2019年9月19日撮影の10枚を合成作成。。

- 西側は宇和海に面し、それ以外の三方は山地に囲まれている。リアス式海岸が広がり、加えて離島もあり、漁港の数では全国有数である。今後発生が予見されている南海トラフ巨大地震の際には、最大7mの津波が到達することが予想されている[1]。
- 実際には八幡浜市よりも南南東側に位置するが、JR四国の予讃線の特急列車の終着駅であるため、地元住民以外には愛媛県の最西端の市と思われがちである。
- 山：鬼ヶ城山（一部関係者の間では鬼ヶ城山系を南予アルプスと呼ぶこともある（例: 南予流域林業活性化センター））、高月山
- 川：須賀川、辰野川、神田川（じんでんがわ）、来村川、三間川（四万十川の支流の一つ）、岩松川、国安川
- 湖沼：若山湖、旧三間町域にはため池多数
- 島：九島、高島、戸島、嘉島、遠戸島、日振島、沖の島、竹ヶ島、御五神島

### 隣接している自治体
- 西予市
- 北宇和郡：鬼北町、松野町
- 南宇和郡：愛南町
- 高知県：四万十市、宿毛市

### 気候
中央構造線より南に位置し、黒潮の影響を受けているため気候は温暖な太平洋側気候である。
1927年7月22日に最高気温40.2℃を記録し、日本で初めて40℃台を観測した地点で、この記録は現在まで宇和島市の最高気温記録でもある。
四国の中でも桜の開花時期が早いことで知られていたが、宇和島測候所が無人化されたことから2006年から市が開花状況を独自に調べて発表している。
冬季の日照時間は四国の中では比較的少なく、降水量も多い。北側が海に面してる事から強い冬型の気圧配置になると日本海側からの雪雲が関門海峡を通って伊予灘に流れ込みやすくなるために冬季の積雪を記録することがあり、毎年数センチ程度の積雪を記録している。しかし、2005年に予算縮小に伴う測候所の廃止で積雪観測は行われなくなった。過去最深積雪は1931年1月10日の38cmである。
| 宇和島特別地域気象観測所（宇和島市住吉町、標高2m）の気候 | 宇和島特別地域気象観測所（宇和島市住吉町、標高2m）の気候 | 宇和島特別地域気象観測所（宇和島市住吉町、標高2m）の気候 | 宇和島特別地域気象観測所（宇和島市住吉町、標高2m）の気候 | 宇和島特別地域気象観測所（宇和島市住吉町、標高2m）の気候 | 宇和島特別地域気象観測所（宇和島市住吉町、標高2m）の気候 | 宇和島特別地域気象観測所（宇和島市住吉町、標高2m）の気候 | 宇和島特別地域気象観測所（宇和島市住吉町、標高2m）の気候 | 宇和島特別地域気象観測所（宇和島市住吉町、標高2m）の気候 | 宇和島特別地域気象観測所（宇和島市住吉町、標高2m）の気候 | 宇和島特別地域気象観測所（宇和島市住吉町、標高2m）の気候 | 宇和島特別地域気象観測所（宇和島市住吉町、標高2m）の気候 | 宇和島特別地域気象観測所（宇和島市住吉町、標高2m）の気候 | 宇和島特別地域気象観測所（宇和島市住吉町、標高2m）の気候 |
| 月                                                       | 1月                                                      | 2月                                                      | 3月                                                      | 4月                                                      | 5月                                                      | 6月                                                      | 7月                                                      | 8月                                                      | 9月                                                      | 10月                                                     | 11月                                                     | 12月                                                     | 年                                                       |
| -------------------------------------------------------- | -------------------------------------------------------- | -------------------------------------------------------- | -------------------------------------------------------- | -------------------------------------------------------- | -------------------------------------------------------- | -------------------------------------------------------- | -------------------------------------------------------- | -------------------------------------------------------- | -------------------------------------------------------- | -------------------------------------------------------- | -------------------------------------------------------- | -------------------------------------------------------- | -------------------------------------------------------- |
| 最高気温記録 °C （°F）                                   | 22.5 (72.5)                                              | 23.7 (74.7)                                              | 27.7 (81.9)                                              | 30.0 (86)                                                | 31.7 (89.1)                                              | 35.9 (96.6)                                              | 40.2 (104.4)                                             | 38.4 (101.1)                                             | 36.1 (97)                                                | 33.0 (91.4)                                              | 28.4 (83.1)                                              | 24.3 (75.7)                                              | 40.2 (104.4)                                             |
| 平均最高気温 °C （°F）                                   | 11.3 (52.3)                                              | 12.3 (54.1)                                              | 15.6 (60.1)                                              | 20.4 (68.7)                                              | 24.3 (75.7)                                              | 26.7 (80.1)                                              | 31.0 (87.8)                                              | 32.2 (90)                                                | 29.0 (84.2)                                              | 24.3 (75.7)                                              | 19.1 (66.4)                                              | 13.8 (56.8)                                              | 21.7 (71.1)                                              |
| 日平均気温 °C （°F）                                     | 7.0 (44.6)                                               | 7.6 (45.7)                                               | 10.7 (51.3)                                              | 15.3 (59.5)                                              | 19.5 (67.1)                                              | 22.8 (73)                                                | 26.8 (80.2)                                              | 27.7 (81.9)                                              | 24.5 (76.1)                                              | 19.3 (66.7)                                              | 14.1 (57.4)                                              | 9.1 (48.4)                                               | 17.0 (62.6)                                              |
| 平均最低気温 °C （°F）                                   | 2.9 (37.2)                                               | 3.2 (37.8)                                               | 5.9 (42.6)                                               | 10.4 (50.7)                                              | 14.9 (58.8)                                              | 19.4 (66.9)                                              | 23.4 (74.1)                                              | 24.3 (75.7)                                              | 20.9 (69.6)                                              | 15.1 (59.2)                                              | 9.8 (49.6)                                               | 5.0 (41)                                                 | 13.0 (55.4)                                              |
| 最低気温記録 °C （°F）                                   | −5.6 (21.9)                                              | −6.2 (20.8)                                              | −4.2 (24.4)                                              | −0.7 (30.7)                                              | 2.8 (37)                                                 | 9.0 (48.2)                                               | 14.5 (58.1)                                              | 16.2 (61.2)                                              | 8.7 (47.7)                                               | 2.9 (37.2)                                               | −0.4 (31.3)                                              | −3.3 (26.1)                                              | −6.2 (20.8)                                              |
| 降水量 mm （inch）                                       | 61.2 (2.409)                                             | 74.8 (2.945)                                             | 115.6 (4.551)                                            | 116.7 (4.594)                                            | 149.0 (5.866)                                            | 286.0 (11.26)                                            | 245.0 (9.646)                                            | 177.1 (6.972)                                            | 215.9 (8.5)                                              | 129.8 (5.11)                                             | 86.4 (3.402)                                             | 70.2 (2.764)                                             | 1,727.5 (68.012)                                         |
| 平均降水日数 （≥0.5 mm）                                 | 10.7                                                     | 9.9                                                      | 12.0                                                     | 10.2                                                     | 9.6                                                      | 14.4                                                     | 11.6                                                     | 10.1                                                     | 11.4                                                     | 8.3                                                      | 8.8                                                      | 10.9                                                     | 127.9                                                    |
| % 湿度                                                   | 66                                                       | 66                                                       | 67                                                       | 67                                                       | 71                                                       | 78                                                       | 78                                                       | 75                                                       | 76                                                       | 74                                                       | 72                                                       | 69                                                       | 72                                                       |
| 平均月間日照時間                                         | 110.1                                                    | 132.0                                                    | 167.7                                                    | 187.7                                                    | 197.0                                                    | 139.0                                                    | 195.1                                                    | 219.8                                                    | 169.5                                                    | 171.9                                                    | 135.4                                                    | 110.0                                                    | 1,933.4                                                  |
| 出典：気象庁 (平均値：1991年-2020年、極値：1922年-現在)  |                                                          |                                                          |                                                          |                                                          |                                                          |                                                          |                                                          |                                                          |                                                          |                                                          |                                                          |                                                          |                                                          |

### その他
津島町高田に「稲中（いなか）」、三間町に「土居中（どいなか）」という地名がある。
津島町の「嵐（あらし）」は、同名のアイドルグループの影響で、同地にバス停留所を置く宇和島自動車や地元郵便局などに問い合わせが多い 。

## 歴史
（※ 合併して新市になる以前の吉田町、三間町、津島町の出来事については、それぞれのページを参照。）

### 市制以前
伊予国最大の荘園である宇和莊に含まれていたとの説もあるが未詳。古くは板島と呼称されていた。古代伊予の豪族越智氏の祖といわれる伊但馬に由来するとの伝承がある。
律令時代の宇和郡には石野・石城・立間・三間の４郷が置かれており、旧三間町の領域を除く宇和島市の地域は立間郷に属していた。この立間郷は徐々に開発が進み、新しい郷が設置され、鎌倉時代には旧立間郷に小立間が起こり、また岩松・岩藤・清光の津島三郷が起こっている。この頃に来村郷も成立したとみられている。
- 936年（承平6年） -藤原純友が沖合の日振島を拠点に海賊の頭目になったとされる
- 941年（天慶4年） - 警固使である橘遠保により、宇和島に砦が建設される。
- 1203年（建仁3年） - 西園寺公経が伊予国の知行国主となる。
- 1236年（嘉禎2年） - 橘公業の宇和郡地頭職が停止される。
- 室町時代中期　　　  - 松葉城の西園寺家支流である西園寺公広が宇和莊の代官に補任され来村領内の開発にあたり、この西園寺家支流の家が来村殿と称される。
- 1585年（天正13年） - 豊臣秀吉の四国攻めにより、伊予国は小早川隆景の所領となる。養子秀包に南伊予支配を当たらせ、隆景家臣の持田右京が板島丸串城の城代を務めた。
- 1587年（天正15年） - 隆景が筑前国に転封となり、代わって伊予大洲十万石を拝領し大洲城に戸田勝隆が入城。戸田与左衛門が板島丸串城の城代となった。
- 1595年（文禄4年） - 藤堂高虎が宇和郡7万石を拝領し入城。板島を宇和島と改める。
- 1596年（慶長元年） - 藤堂高虎が板島丸串城の地に本格的な築城工事を開始。
- 1601年（慶長6年） - 藤堂高虎により宇和島城が築城される。
- 1608年（慶長13年） - 伊勢安濃津五万石城主の富田信高が宇和郡十万石を拝領し板島丸串城主となる。
- 1613年（慶長18年）- 富田信高が改易となり、幕府直轄領となった宇和郡の代官として藤堂良勝が再び板島丸串城に入城する。
- 1614年（慶長19年） - 伊達秀宗が、大坂の陣の功により10万石を与えられる。秀忠は秀宗を国持大名格とし「西国の伊達、東国の伊達と相并ぶ」よう賞した。
- 1615年（慶長20年） 宇和島城に入城。以後、江戸時代を通じて、仙台藩伊達家の別家である宇和島伊達家が9代に渡り統治した。
- 幕末になると、宇和島藩は政局で重要な立場を担った。幕末には、シーボルトの直弟子で宇和郡卯之町（現・西予市宇和町）の医者二宮敬作、二宮敬作が紹介した高野長英、村田蔵六（後の大村益次郎）といった人物が滞在し宇和島の近代化に貢献した。
- 1889年（明治22年） - 町村制の施行で宇和島町となる。
- 1914年（大正3年）10月18日 - 宇和島鉄道の駅として宇和島駅開業、宇和島（正確には北宇和郡八幡村地内） - 近永間の運転始まる。
- 1917年（大正6年） - 丸穂村を編入。

### 市制発足から新市まで
- 1921年（大正10年）8月1日 - 北宇和郡宇和島町・八幡村が合併、市制施行して誕生。
- 1925年（大正14年） - 宇和島市庁舎が完成。
- 1934年（昭和9年）9月1日 - 北宇和郡九島村を編入。
- 1935年（昭和10年） - 宇和島刑務支所新築[4]。
- 1945年（昭和20年） - 国鉄予讃線が全線開通。
  - 5月〜8月 - 太平洋戦争末期の大空襲で市街地の大半を焼失。
- 1950年（昭和25年）
  - 3月20日 - 昭和天皇の戦後巡幸[5]。丸ノ内劇場前に設営した宇和島市奉迎場で天皇を迎えた[6]。
  - 11月 - 市制30周年を記念し市民歌「若い宇和島」、市民音頭「うわじま音頭」を制定。
- 1955年（昭和30年）3月31日 - 北宇和郡三浦村・高光村を編入。
- 1956年（昭和31年）5月 - 財政再建団体指定。
  - 1962年度末、再建完了。戦災復興需要が財政を圧迫し、1949年度には既に赤字決算に陥っていた。
- 1957年（昭和32年）1月1日 - 北宇和郡来村を編入。
- 1958年（昭和33年） - 宇和島市公会堂が新築完成。
- 1960年（昭和35年） - 宇和島港重要港湾指定。
- 1962年（昭和37年） - 宇和島城天守修理工事竣工。
- 1963年（昭和38年） - 市立宇和島病院本館が完成。
- 1966年（昭和41年） - 昭和天皇、香淳皇后が第21回全国植樹祭開催に合わせて県内を行幸啓。市内の県立水産試験場などを視察[7]。
- 1970年（昭和45年） - 新市民音頭「宇和島おんど」を選定。
- 1972年（昭和47年） - 南予レクリエーション都市に指定される。
- 1974年（昭和49年）4月1日 - 北宇和郡宇和海村を編入。国鉄予土線が全線開通。
- 1976年（昭和51年） - 市庁舎を移転新築。
- 1979年（昭和54年） - 松尾バイパスが開通。
- 1980年（昭和55年） - 恵美須町商店街、新橋商店街のアーケードカラー舗装。
- 1987年（昭和62年） - 南予文化会館が完成（現宇和島市立南予文化会館）。
- 1988年（昭和63年） - 牛鬼すとりーと完成。第1回うわじまガイヤカーニバルを開催。
- 1992年（平成4年） - JR宇和島駅舎、ホテルなどを併設した駅ビルに改築。
- 1993年（平成5年） - 新内港埋め立てに着工。
- 1994年（平成6年） - 宇和島圏地方拠点都市指定。
- 1997年（平成9年） - 国道320号柿原バイパス全面開通。宇和島港内港の埋め立て工事と港湾事務所完成。
- 2000年（平成12年） - 宇和島城築城400年祭。

### 新市以降

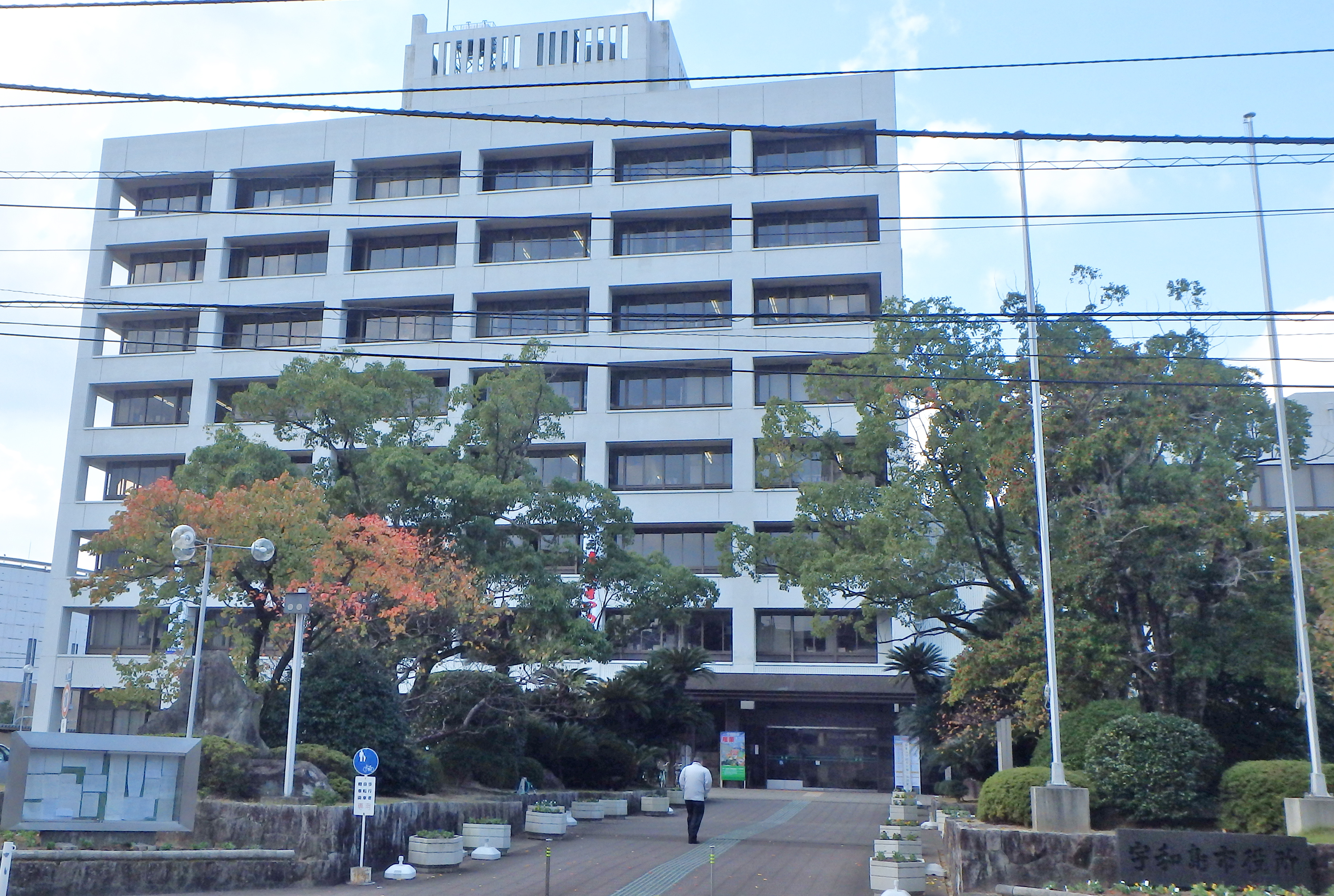
旧宇和島市役所

- 2005年（平成17年）8月1日 - 北宇和郡吉田町・三間町・津島町と宇和島市が対等合併（新設合併）し、新しい宇和島市となった。
- 2008年（平成20年）10月15日 - 市立宇和島病院 全面的に建替え新館で開院
- 2010年（平成22年） - 南予文化会館が宇和島市立南予文化会館に改称。
- 2012年（平成24年）3月10日 - 四国横断自動車道宇和島北IC〜西予宇和IC開通。宇和島が全国高速道路網に繋がる。
- 2016年（平成28年） - 九島大橋開通
- 2019年（平成31年） - 宇和島市学習交流センターを開設。
- 2022年（令和4年）3月7日 - 宇和島市本庁舎が新築され、低層棟での業務を開始[8]。

### 歴代市長
旧・宇和島市
- 山村豊次郎：1922年（大正11年）5月 -
- 久野廉: 1926年（大正15年）7月 -
- 山村豊次郎：1927年（昭和2年）3月 -
- 高橋作一郎：1930年（昭和5年）11月 -
- 井上源一：1933年（昭和8年）5月 -
- 赤松桂：1936年（昭和11年）7月 -
- 樋口虎若：1938年（昭和13年）7月 -
- 高畠亀太郎：1939年（昭和14年）6月 -
- 上田宗一：1942年（昭和17年）8月 -
- 国松福禄：1946年（昭和21年）5月 -
- 中平常太郎：1951年（昭和26年）5月 -
- 中村純一：1955年（昭和30年）5月 -
- 中川千代治: 1959年（昭和34年）5月 -
- 山本友一：1967年（昭和42年）5月 -
- 中川千代治：1971年（昭和46年）5月〜
- 山本友一：1972年（昭和47年）4月 -
- 菊池大蔵：1981年（昭和56年）2月 -
- 柴田勲：1989年（平成元年）2月 -
- 石橋寛久：2001年（平成13年）2月 -

新・宇和島市
| 代 | 氏名     | 就任年月日    | 退任年月日    | 備考         |
| -- | -------- | ------------- | ------------- | ------------ |
| 初 | 石橋寛久 | 2005年9月11日 |               | 旧宇和島市長 |
| 2  | 石橋寛久 |               |               |              |
| 3  | 石橋寛久 |               | 2017年9月10日 |              |
| 4  | 岡原文彰 | 2017年9月11日 |               |              |

## 行政
南予地方の中核都市となっているが、産業経済面で芳しくなく、人口も流出を続けるなど、行政運営的には険しい環境にある。

### 市長
- 岡原文彰
  - 平成29年9月11日就任。2期目[9]。
  - 任期：2021年（令和3年）9月11日 - 2025年（令和7年）9月10日（予定）

### 市議会
- 定数：24人。2025年（予定）の次回選挙から20人[10]。
- 任期：2021年（令和3年）9月11日 - 2025年（令和7年）9月10日（予定）

### 国の行政機関
財務省
神戸税関松山税関支署宇和島出張所
国税庁高松国税局宇和島税務署
法務省
松山地方法務局宇和島支局
松山地方検察庁宇和島支部
宇和島区検察庁、愛南区検察庁
松山保護観察所宇和島駐在官事務所
裁判所
松山地方裁判所宇和島支部
松山家庭裁判所宇和島支部
宇和島簡易裁判所
厚生労働省
愛媛労働局宇和島公共職業安定所
愛媛労働局宇和島労働基準監督署
国土交通省
四国運輸局愛媛運輸支局宇和島海事事務所
四国地方整備局大洲河川国道事務所宇和島国道出張所
海上保安庁第六管区海上保安本部宇和島海上保安部
防衛省
自衛隊愛媛地方協力本部宇和島地域事務所

### 県行政機関
- 愛媛県南予地方局
- 愛媛県宇和島保健所
- 愛媛県南予教育事務所

### 市の行政機関・公共施設
- 宇和島市役所
- 宇和島市立中央図書館
- 宇和島市総合体育館

### 警察
- 愛媛県宇和島警察署

### 消防
- 宇和島地区広域事務組合消防本部
  - 宇和島地区広域事務組合宇和島消防署
    - 吉田分署
    - 津島分署

## 姉妹都市

### 国内
- 仙台市（宮城県、伊達氏の血縁関係）
- 大崎市（宮城県、旧岩出山町）
- 千曲市（長野県、旧更埴市）
- 当別町（北海道）

### 国外
- ホノルル市（米国ハワイ州、えひめ丸事故の関係による縁）

## 地域

### 人口
| |                                          |  |
| 宇和島市と全国の年齢別人口分布（2005年） | 宇和島市の年齢・男女別人口分布（2005年） |  |
| ■紫色 ― 宇和島市 ■緑色 ― 日本全国 | ■青色 ― 男性 ■赤色 ― 女性                |  |
| 宇和島市（に相当する地域）の人口の推移 \| 1970年（昭和45年） \| 111,648人 \| \| \| 1975年（昭和50年） \| 109,479人 \| \| \| 1980年（昭和55年） \| 110,920人 \| \| \| 1985年（昭和60年） \| 110,194人 \| \| \| 1990年（平成2年） \| 105,030人 \| \| \| 1995年（平成7年） \| 100,776人 \| \| \| 2000年（平成12年） \| 95,641人 \| \| \| 2005年（平成17年） \| 89,444人 \| \| \| 2010年（平成22年） \| 84,210人 \| \| \| 2015年（平成27年） \| 77,465人 \| \| \| 2020年（令和2年） \| 70,809人 \| \| |                                          |  |
| 総務省統計局 国勢調査より |                                          |  |
| 1970年（昭和45年） | 111,648人                                |  |
| 1975年（昭和50年） | 109,479人                                |  |
| 1980年（昭和55年） | 110,920人                                |  |
| 1985年（昭和60年） | 110,194人                                |  |
| 1990年（平成2年） | 105,030人                                |  |
| 1995年（平成7年） | 100,776人                                |  |
| 2000年（平成12年） | 95,641人                                 |  |
| 2005年（平成17年） | 89,444人                                 |  |
| 2010年（平成22年） | 84,210人                                 |  |
| 2015年（平成27年） | 77,465人                                 |  |
| 2020年（令和2年） | 70,809人                                 |  |

### 健康
- 主な病院・医療機関
  - 市立宇和島病院
  - 宇和島徳洲会病院
  - 地域医療機能推進機構宇和島病院
  - 市立津島病院
  - 市立吉田病院

## 教育

### 中等教育学校
- 愛媛県立宇和島南中等教育学校

### 高等学校
- 愛媛県立宇和島東高等学校
- 愛媛県立宇和島東高等学校津島分校
- 愛媛県立宇和島水産高等学校
- 愛媛県立吉田高等学校
- 愛媛県立北宇和高等学校三間分校

### 専修学校
- 宇和島看護専門学校
- 宇和島文化女子専門学校
- 宇和島商業専門学校

### 中学校
- 宇和島市立城東中学校
- 宇和島市立城南中学校
- 宇和島市立城北中学校
- 宇和島市立宇和海中学校（閉校）
- 宇和島市立吉田中学校
- 宇和島市立津島中学校
- 宇和島市立三間中学校

### 小学校
- 宇和島市立和霊小学校
- 宇和島市立結出小学校（閉校）
- 宇和島市立天神小学校
- 宇和島市立番城小学校
- 宇和島市立戸島小学校（休校）
- 宇和島市立嘉島小学校（休校）
- 宇和島市立高光小学校
- 宇和島市立三浦小学校
- 宇和島市立住吉小学校
- 宇和島市立小池小学校（閉校）
- 宇和島市立蒋淵小学校
- 宇和島市立石応小学校（閉校）
- 宇和島市立日振島小学校
- 宇和島市立九島小学校（閉校）
- 宇和島市立鶴島小学校
- 宇和島市立明倫小学校
- 宇和島市立宇和津小学校
- 宇和島市立遊子小学校
- 宇和島市立吉田小学校
- 宇和島市立奥南小学校（閉校）
- 宇和島市立喜佐方小学校（閉校）
- 宇和島市立立間小学校（閉校）
- 宇和島市立玉津小学校（閉校）
- 宇和島市立清満小学校
- 宇和島市立御槙小学校
- 宇和島市立岩松小学校
- 宇和島市立畑地小学校
- 宇和島市立下灘小学校
- 宇和島市立北灘小学校
- 宇和島市立南部小学校（閉校）
- 宇和島市立竹ケ島小学校
- 宇和島市立成妙小学校
- 宇和島市立三間小学校
- 宇和島市立二名小学校

### 学校教育以外の施設
- 宇和島美容学校（美容師法に基づく美容師養成施設）
- 愛媛県立宇和島高等技術専門校（職業能力開発促進法に基づく職業能力開発校）

## 経済

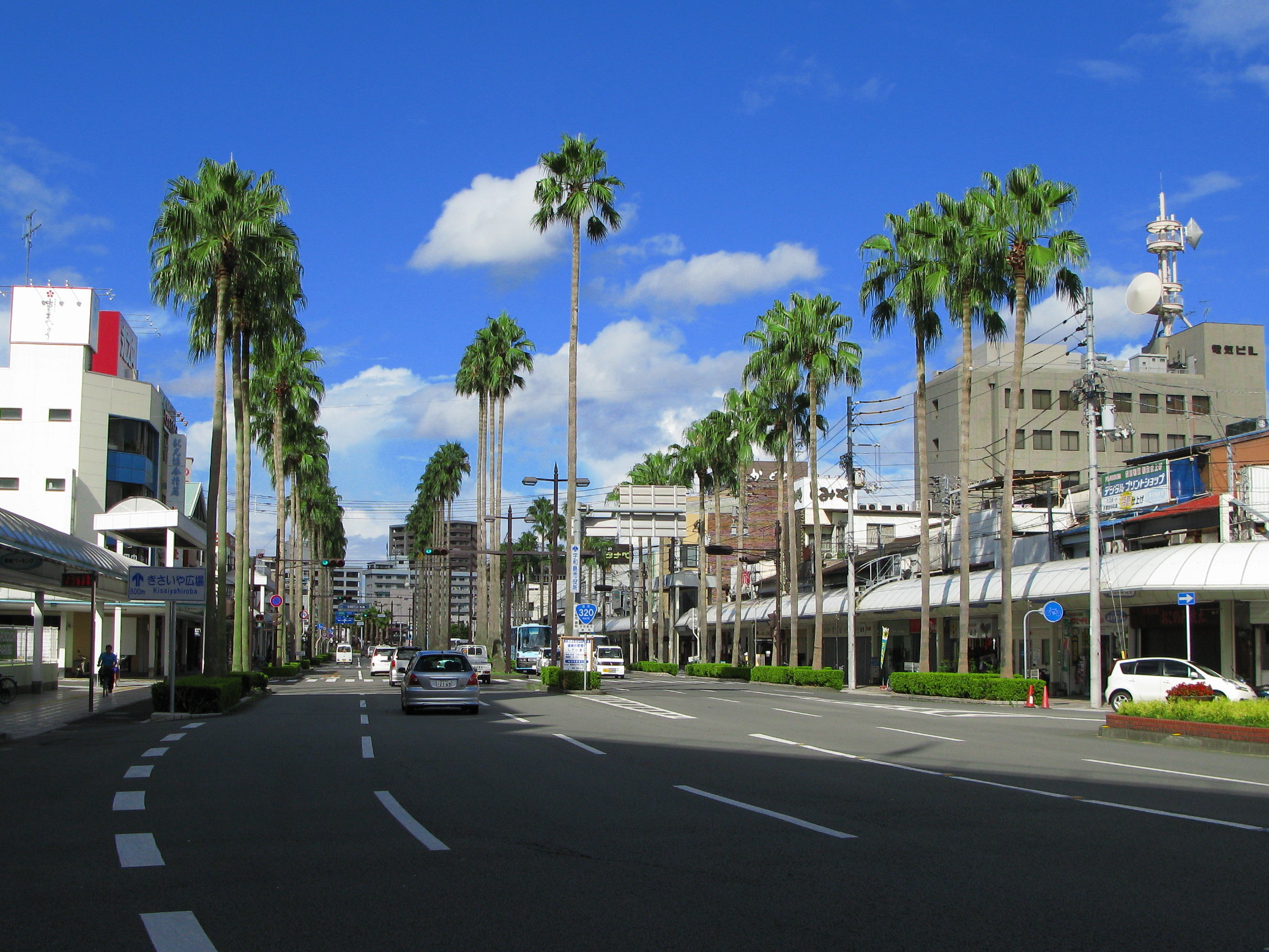
宇和島市中心部

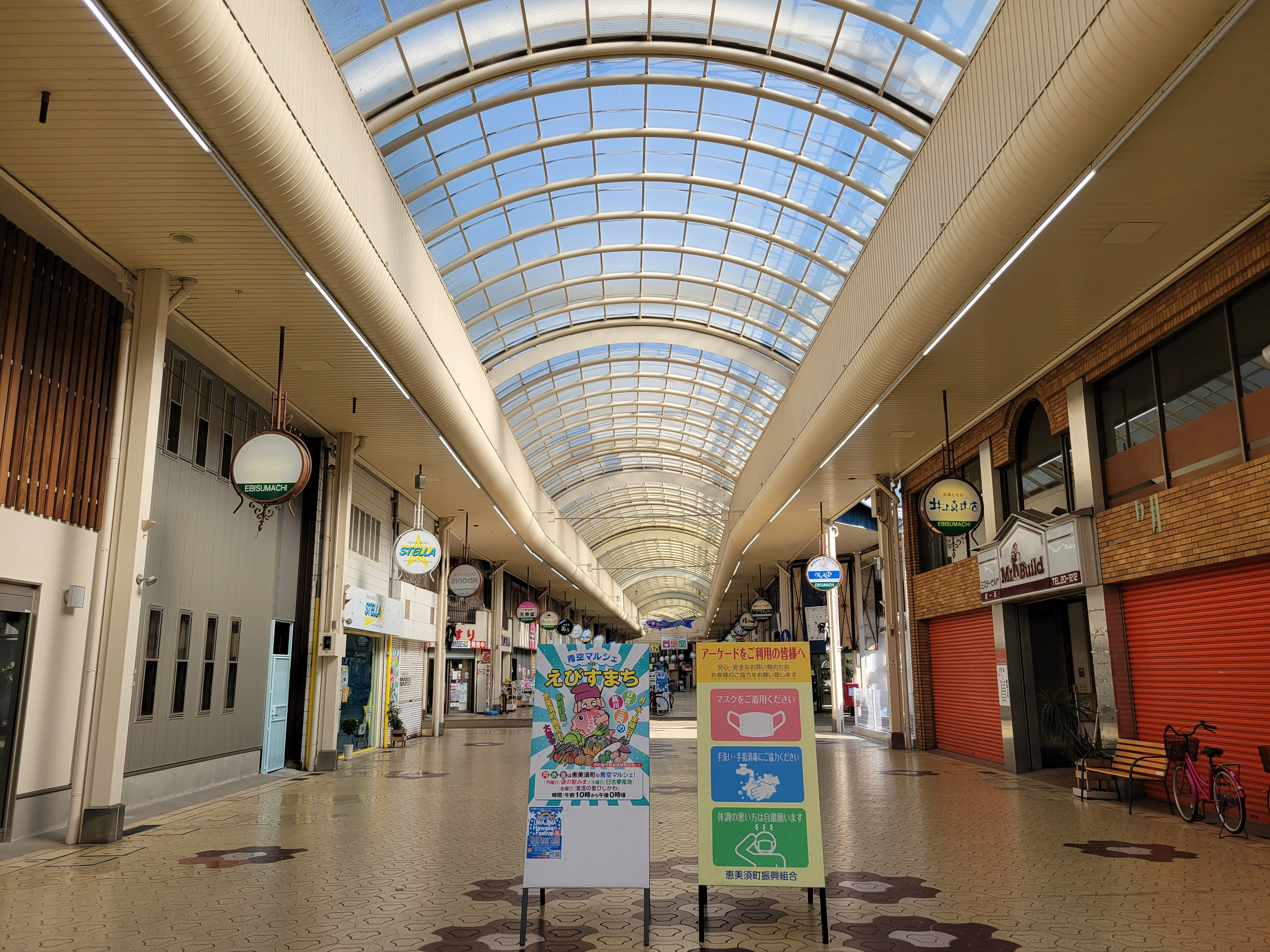
宇和島きさいやロード（恵美須町商店街）

### 産業の現況
宇和島市は南予地方の中心都市であるが、平地が乏しいため産業面の力は小さい。

### 水産業
リアス式海岸を生かして養殖水産業（真珠、ハマチ、マダイなどの魚類）が発達し、稚魚・餌料供給、資材供給などの関連産業も発達した。かつては愛媛県の真珠養殖日本一の中心的存在となったほか、鯛類養殖では周辺地域も含めると日本一の産地となった。平成の中頃、魚価の低迷や真珠貝（アコヤ貝）の大量死などにより、廃業が相次ぐなど苦境の時期もあったが、平成後期以降は、漁価の安定等で経営環境は良くなっている。

### 製造業
2017年の製造品出荷額等（従業員4名以上の事業所）は303億円であり、上位を食料品、飲料が占めている。食料品では園芸栽培や果樹栽培、水産業が盛んな事を背景に発達している。
1988年にはシロキ工業が宇和島シロキを設立して進出し、1990年より自動車部品の製造を行っていたが完成車組立工場から遠く輸送コストが不利であった事などから2004年に工場が閉鎖されている。この他、市内には造船所が1社立地している。

### 小売業
- 百貨店（ただし、いずれもサテライト店）
  - 三越宇和島
  - 伊予鉄髙島屋宇和島店
- 主な大型スーパー
  - フジ・リテイリング
    - フジグラン北宇和島
    - フジ宇和島店（2018年11月22日建て替えオープン）
    - フジ吉田店

  - エースワン宇和島店
  - マルナカ宇和島店
- 大型書店
  - 明屋書店宇和島本店
- ファッション・衣料品店
  - ユニクロ宇和島店
  - しまむら宇和島店
  - 洋服の青山宇和島店
  - 紳士服はるやま宇和島店
- 大型家電専門店
  - エディオン北宇和島店
  - ヤマダデンキテックランド宇和島店
  - ケーズデンキ宇和島店

### 産業構成
- 第一次産業：水産養殖業
- 第二次産業：造船業・食品工業
- 第三次産業：

### 本社を置く企業

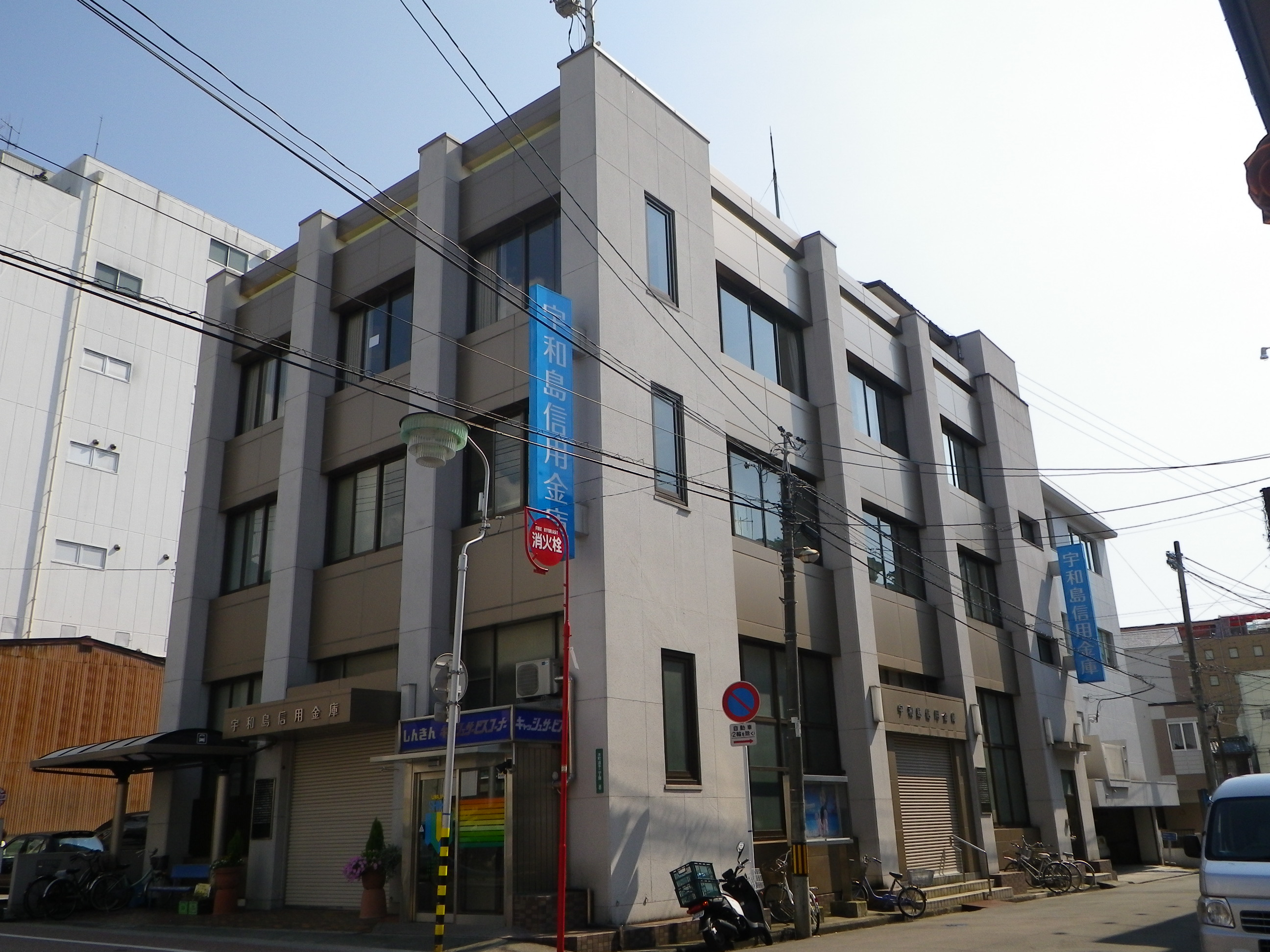
宇和島信用金庫

- イヨスイ
- 宇和島ケーブルテレビ
- 宇和島自動車
- 宇和島信用金庫
- 宇和島プロジェクト
- えひめ南農業協同組合
- カネコ
- 盛運汽船
- ダイニチ
- 辻水産
- 秀長水産
- 南レク
- 西日本セイムス
- ベルグアース
- マエダ
- 三好造船（栗之浦ドックグループ）
- 山口園芸
- ヨンキュウ

### 工場・事業所を置く企業
- 愛媛県漁業協同組合冷凍冷蔵宇和島工場、水産物加工センター、舶用機関整備宇和島工場
- 宗家 源吉兆庵愛媛宇和島工場
- 四国ガス宇和島工場
- JA西日本くみあい飼料宇和島工場
- 東海シープロ 宇和島事業所･MP工場、宇和島飼料工場
- 東芝ライテック宇和島分工場（旧イナン電気）
- シーティーアイ情報センター 宇和島コールセンター
- 双葉産業 四国工場

### 支社・営業所を置く主要企業
- 地方銀行・第二地方銀行・労働金庫
  - 伊予銀行宇和島支店・追手支店・城南支店・和霊町支店・吉田支店・岩松支店
  - 愛媛銀行宇和島支店・吉田支店・宇和島南支店・岩松支店・宇和島新町出張所
  - 香川銀行宇和島支店（2012年に岩松支店をブランチインブランチ）
  - 高知銀行宇和島支店
  - 四国銀行宇和島支店
  - 四国労働金庫宇和島支店
- 証券会社
  - 岡三証券宇和島支店
  - 四国アライアンス証券宇和島支店
- 保険会社
  - アクサ生命保険宇和島分室
  - 朝日生命保険宇和島営業所
  - 共栄火災海上保険南予支社・南予損害サービスセンター
  - ジブラルタ生命保険松山支社宇和島営業所
  - 住友生命保険宇和島支部・宇和島にしき支部・宇和島城北支部
  - 損害保険ジャパン宇和島営業所・宇和島保険金サービスセンター
  - 第一生命保険松山支社宇和島営業オフィス
  - 明治安田生命保険宇和島営業所
- インフラ
  - 四国ガス宇和島支店
  - 四国電力宇和島営業所
  - 四国電力送配電宇和島支社

## 交通

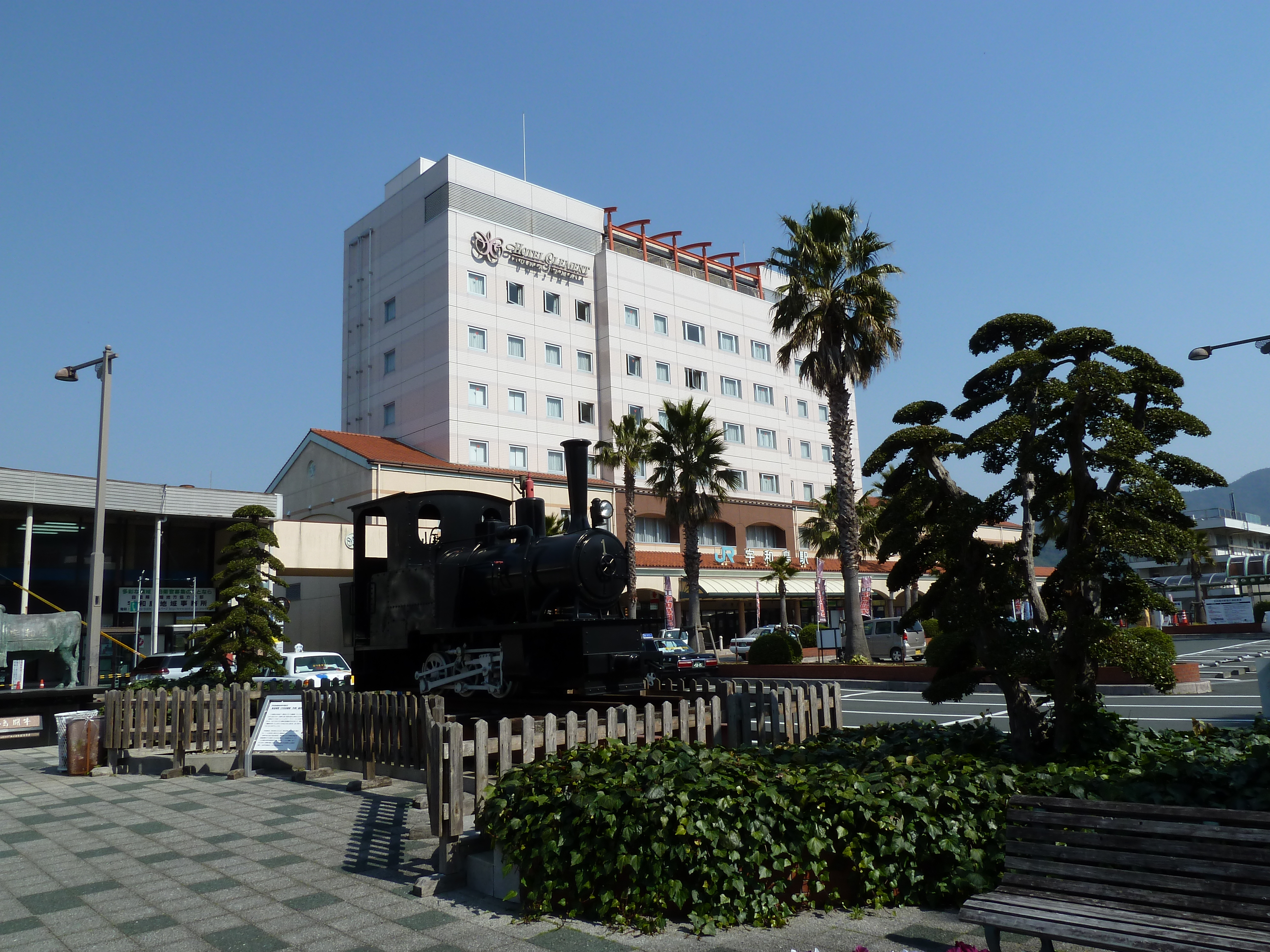
宇和島駅

### 鉄道路線
- 中心駅: 宇和島駅
- 四国旅客鉄道（JR四国）
  - 予讃線 : 立間駅 - 伊予吉田駅 - 高光駅 - 北宇和島駅 - 宇和島駅
  - 予土線 : 大内駅 - 二名駅 - 伊予宮野下駅 - 務田駅 - 北宇和島駅

### 道路

#### 高速自動車国道
- 松山自動車道
  - インターチェンジ (IC)

三間IC
宇和島北IC

#### 自動車専用道路
- 宇和島道路（四国横断自動車道。2020年6月より案内上は松山自動車道）
  - インターチェンジ (IC)

宇和島北IC
宇和島朝日IC
宇和島坂下津IC
宇和島別当IC
宇和島南IC
津島高田IC
津島岩松IC

#### 一般国道
国道56号
国道320号
国道378号
国道381号

#### 都道府県道
- 主要地方道

愛媛県道4号宿毛津島線
愛媛県道31号宇和三間線
愛媛県道33号宇和島停車場線
愛媛県道37号宇和島下波津島線
愛媛県道46号宇和島城辺線
愛媛県道57号広見三間宇和島線
- 一般県道

愛媛県道268号宇和島港線
愛媛県道269号無月宇和島線
愛媛県道270号滑床松野線
愛媛県道271号玉津港線
愛媛県道272号河内立間停車場線
愛媛県道273号奥浦白浦線
愛媛県道274号吉田宇和島線
愛媛県道276号大内停車場線
愛媛県道277号伊予宮野下停車場宮野下線
愛媛県道278号伊予宮野下停車場務田線
愛媛県道279号西谷吉田線
愛媛県道282号小倉三間線
愛媛県道283号広見吉田線
愛媛県道286号御内下畑地線
愛媛県道287号嵐田之浜岩松線
愛媛県道290号喜路能登線
愛媛県道291号美砂子郡線
愛媛県道292号網代鳥越線
愛媛県道313号九島循環線
愛媛県道314号舟間伊予吉田停車場線
愛媛県道315号音地清延線
愛媛県道318号後柿之浦線
愛媛県道319号御代ノ川清重線
愛媛県道345号柿之浦下波線
愛媛県道346号蔣淵下波線

#### 道の駅
- みまコスモス館（愛媛県道31号宇和三間線）
- うわじま きさいや広場（国道320号）
- 津島やすらぎの里（国道56号）

### 港
- 宇和島港（重要港湾）
  - 沖合いの日振島や戸島、嘉島などの離島を結ぶ航路がある（盛運汽船が就航）。
  - 内港には、釣り客向けの船も多数繋留されている。
  - 水産実習船えひめ丸の母港であり、愛媛県立宇和島水産高等学校も港の近くにある。
  - フェリー航路があるため、カウント上同じ四国西部で国内貨物取扱量において宇和島港に勝る八幡浜港は貿易貨物がまったくなかったため重要港湾から外されたが、宇和島港は稚魚の輸出入があることもあって、重要港湾に位置付けられている。
  - 宇和島湾入口に位置する九島とを結ぶえひめ南汽船の航路もあったが、九島大橋の開通に伴い廃止された。
  - 八幡浜 - 別府等のフェリーを運航している宇和島運輸は「宇和島」を冠しているが、これは宇和島が創業の地であるためで、現在は宇和島港からの航路は廃止しており存在しない。登記上の本店のみが残っており、本社も八幡浜市に移している。

### 路線バス
- 宇和島自動車
- 宇和島市コミュニティバス

### 高速バス
- ウワジマエクスプレス（大阪・神戸 - 宇和島線）（宇和島自動車・阪神バス） - 神戸・大阪行き

## 観光

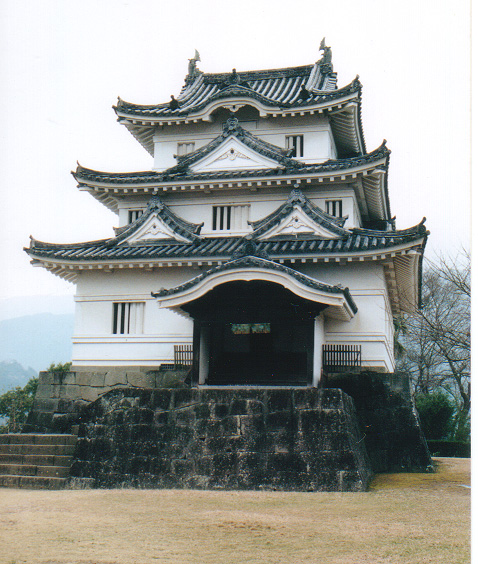
宇和島城（国の史跡・重要文化財）

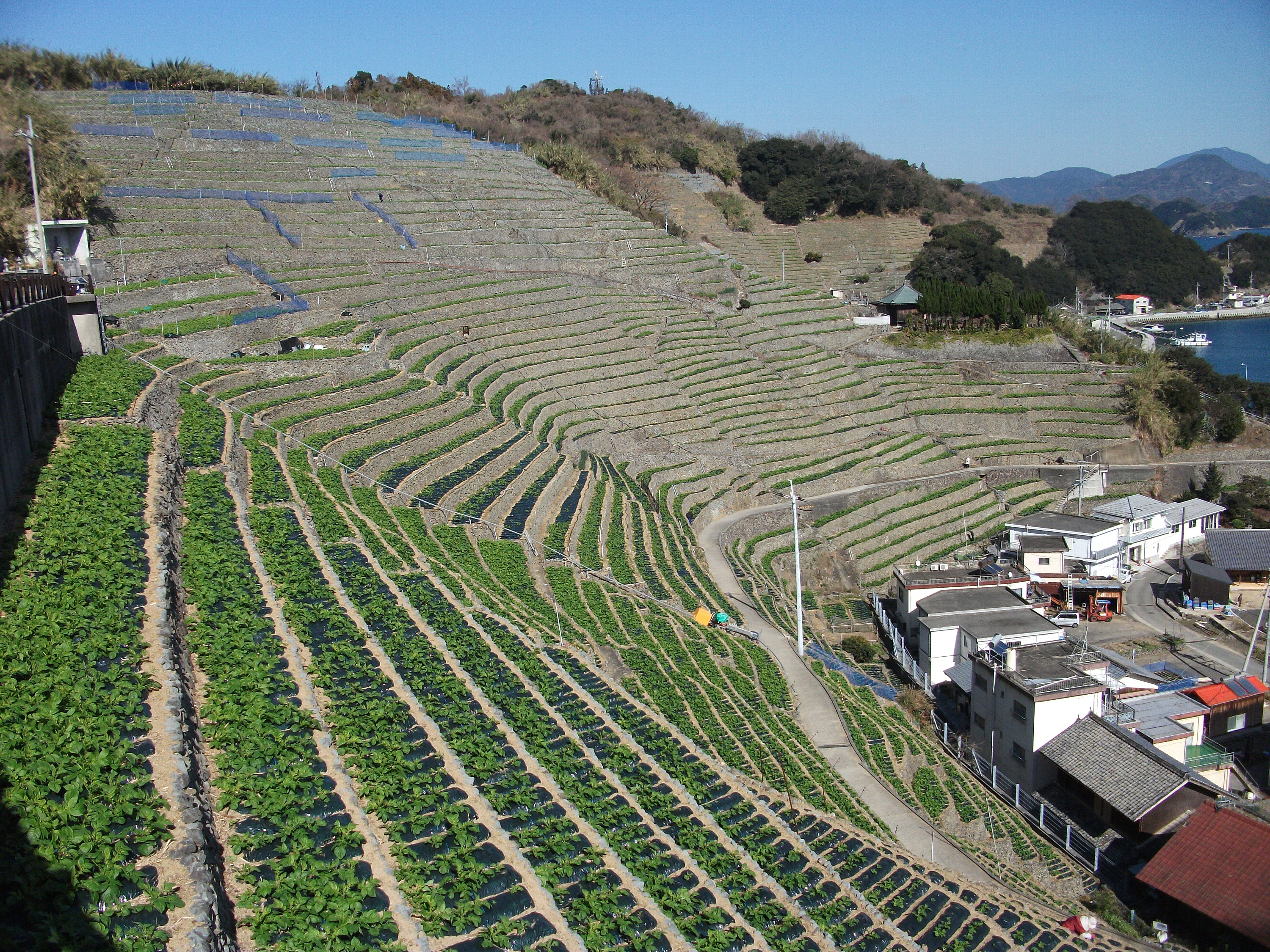
遊子水荷浦の段畑（重要文化的景観）

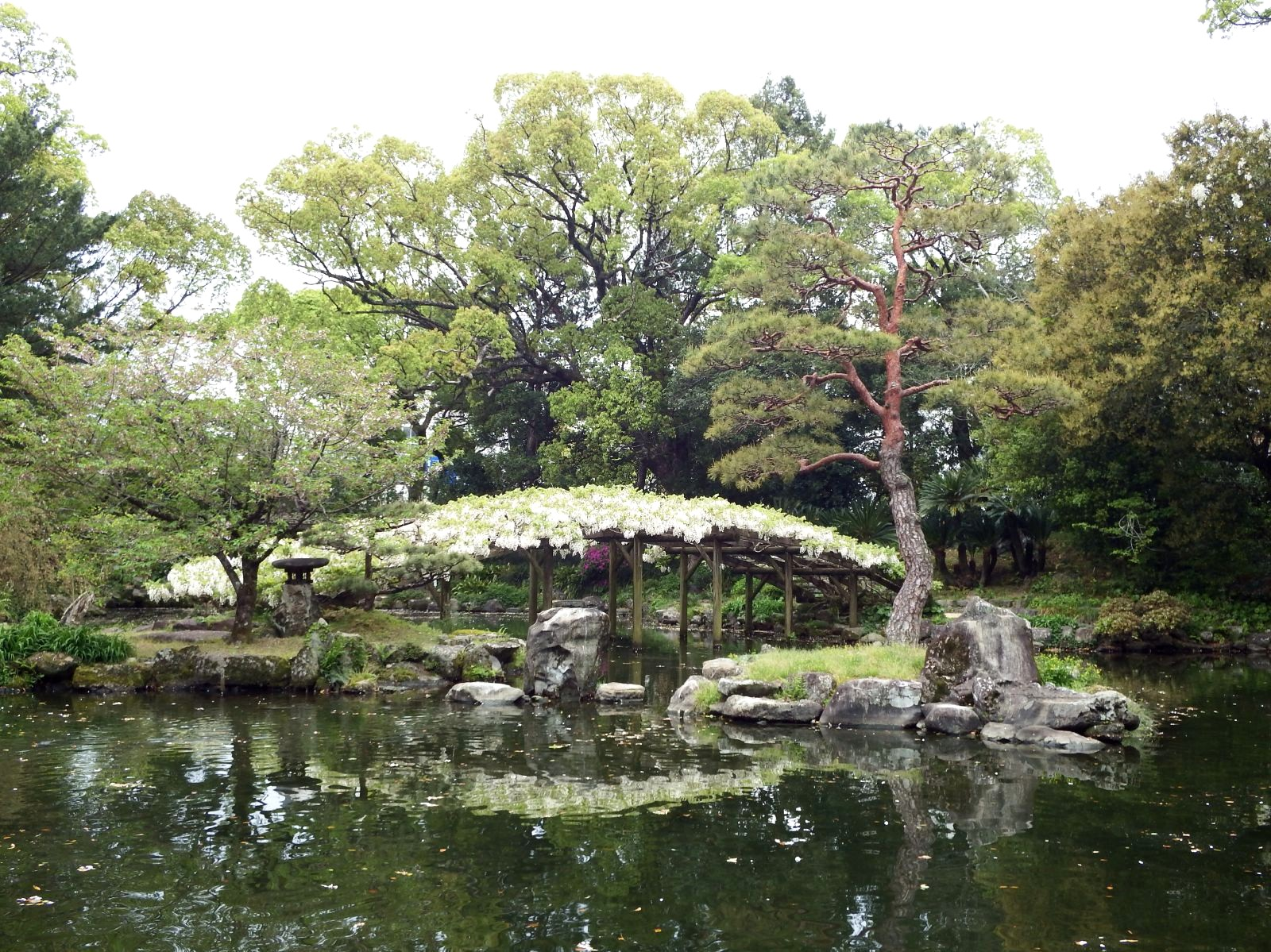
天赦園

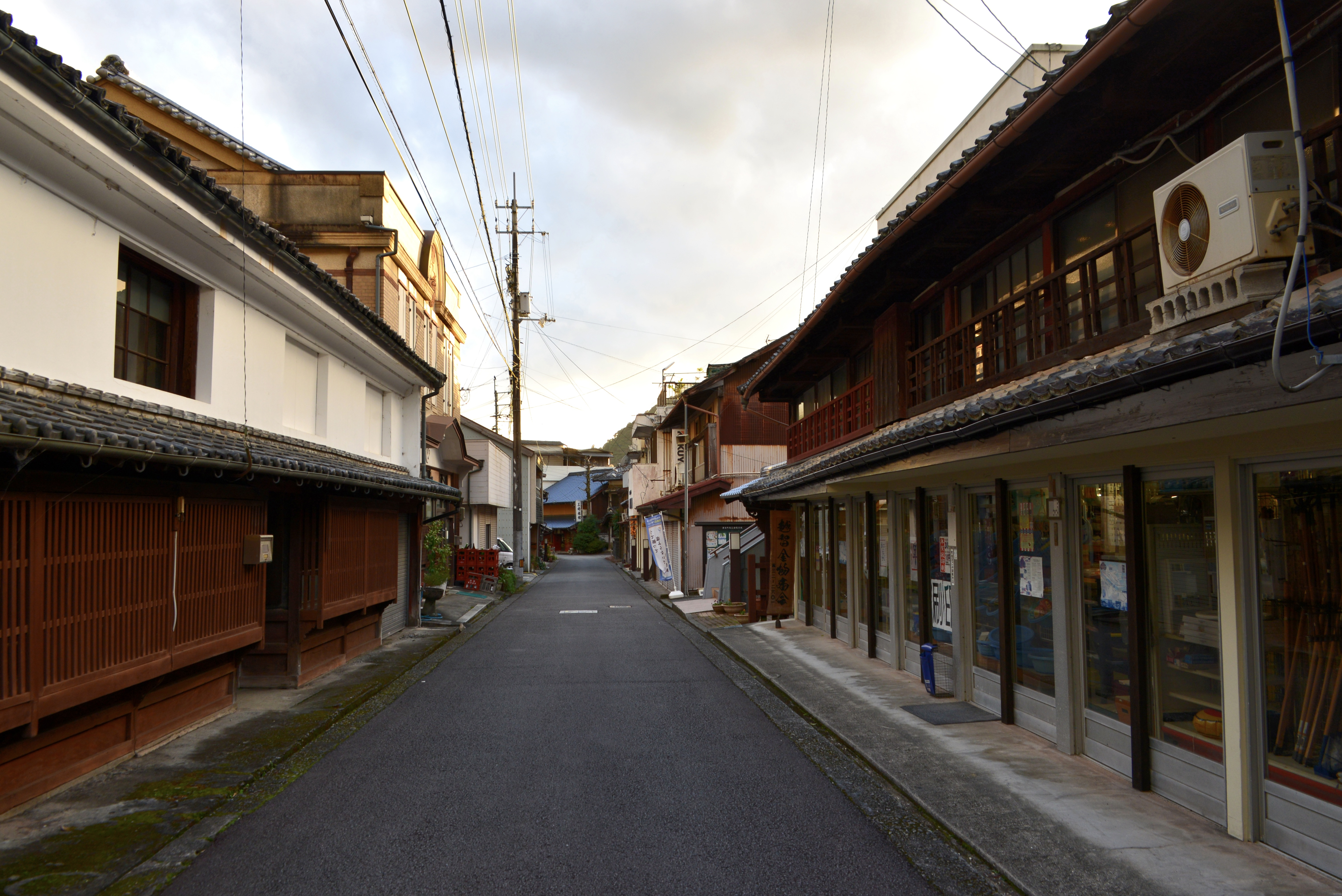
津島町岩松の町並み（重要伝統的建造物群保存地区）

### 名所・旧跡・景勝地
- 城山公園
  - 宇和島城: 国の史跡、重要文化財、日本100名城、現存12天守
  - 城山郷土館
- 宇和島市立伊達博物館
- 宇和島市立歴史資料館
- 天赦園
- 遊子水荷浦の段畑（重要文化的景観）
- 津島町岩松の町並み（重要伝統的建造物群保存地区）

### 神社・仏閣
- 和霊神社： 和霊公園
- 多賀神社： 多賀神社凸凹神堂（性風俗博物館）
- 八幡神社：八幡神社のイブキ（国の天然記念物）
- 宇和津彦神社
- 三島神社
- 稲荷山龍光寺（四国八十八箇所 41番札所）
- 一か山佛木寺（四国八十八箇所 42番札所）
- 臨海山龍光院（四国別格二十霊場 6番霊場）
- 神田山泰平寺（新四国曼荼羅霊場 54番札所）
- 金剛山大隆寺
- 龍華山等覚寺
- 霊亀山大超寺
- 佛日山西江寺
- 佛性山光國寺
- 法寶山佛海寺

### 祭り

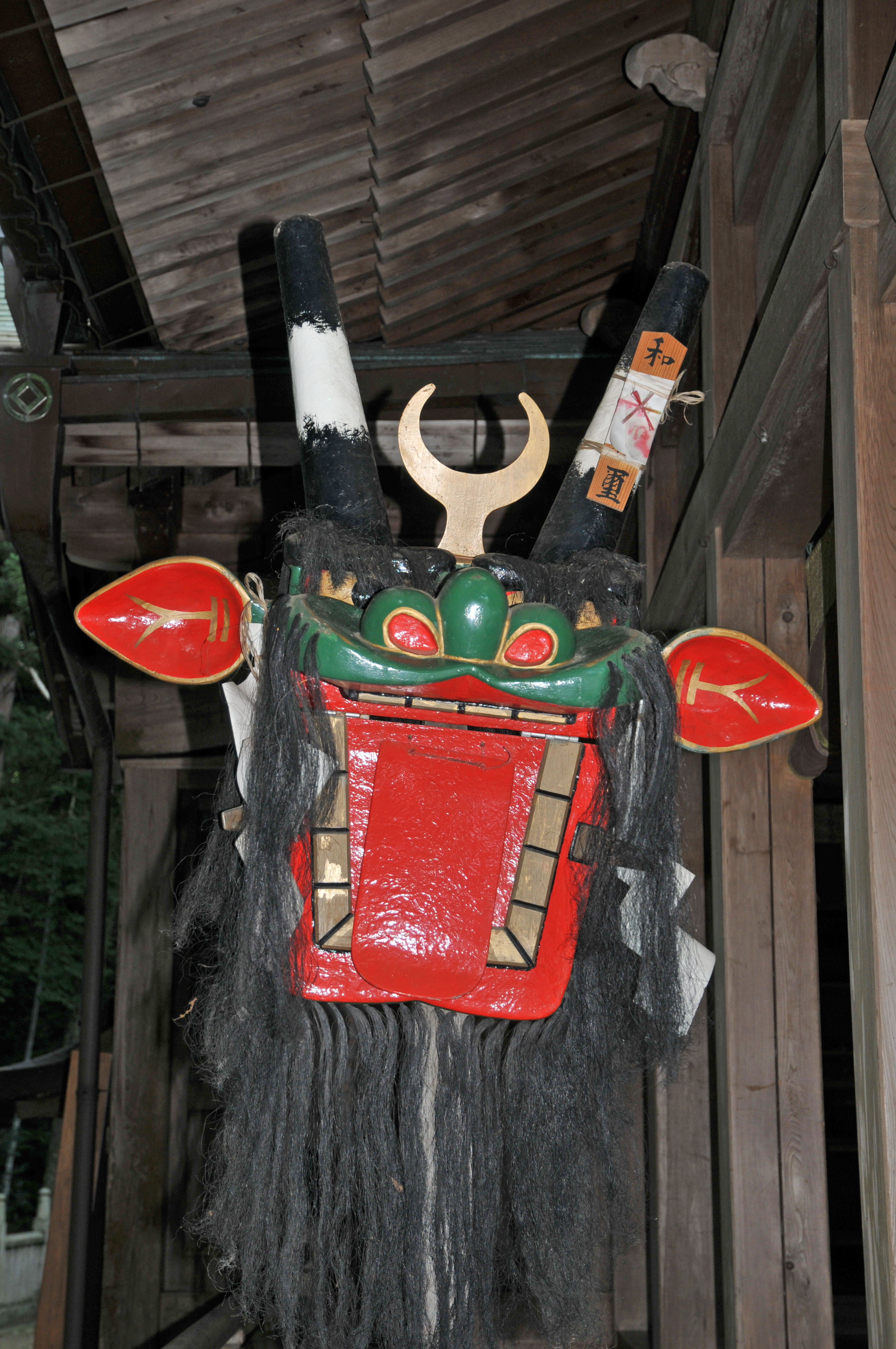
和霊神社の牛鬼面

- 闘牛（牛対牛）:4月上旬、宇和島市営闘牛場
- だんだん祭り:同、遊子・水ヶ浦地区
- 南楽園ツツジまつり:4月中〜下旬、南楽園
- 南楽園サツキまつり:5月中〜下旬、南楽園
- 南楽園菖蒲まつり:5月下旬〜6月上旬、南楽園
- 世界の風鈴展:6月中旬〜8月中旬、南楽園
- 薬師谷そうめん流し:6月上旬〜8月下旬、薬師谷渓谷
- 和船競漕:7月、津島町下灘地区[12]
- 和霊大祭:宇和島うしおにまつり（7月22日〜7月24日）
- 夏祭り:7月下旬、市内各所
- 吉田秋祭の神幸行事:11月3日[13]
- 宇和島産業祭り（じゃこ天カーニバル）: 11月上旬
- 亥の子: 11月頃

### 工芸品
- 牛鬼張子
- 牛鬼Tシャツ
- 手染めのれん
- 節句鯉幟

### 郷土料理
- 鯛めし
- ふくめん
- フカの湯ざらし
- 丸ずし
- 鯛めん
- いけもり
- ウツボ
- 伊予さつま（さつま汁）
- じゃこ天
- 削りかまぼこ
- 真鯛スモーク
- 伊予の宇和島減塩からすみ

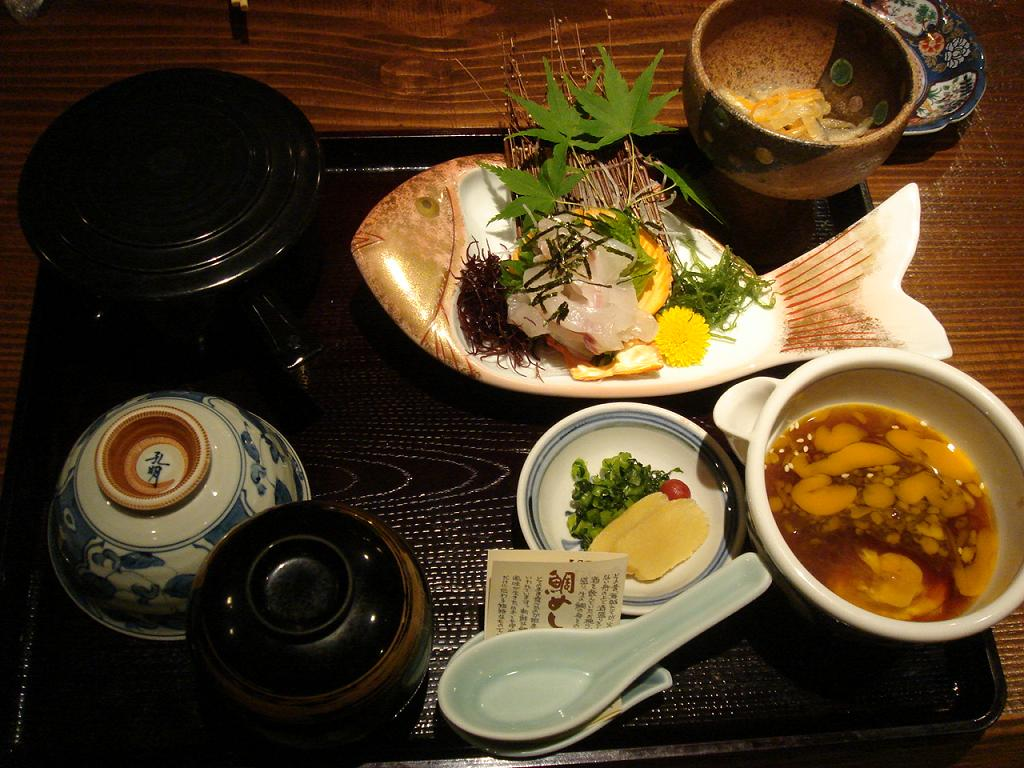
鯛めしの一例

- パールスイートクランチ「人魚のなみだ」（菓子）
- 唐饅頭（菓子）
- 大番（菓子）
- 六宝（旧津島町）[14]

## 文化スポーツ施設
- 宇和島市立南予文化会館
- 宇和島市立コスモスホール三間（旧・三間町民会館）
- 宇和島市総合体育館
- 丸山公園：野球場、陸上競技場、庭球場、弓道場
- 宇和島市営闘牛場 1975年3月竣工
- 吉田町ふれあい運動公園: 室内温水プール
- 宇和島市スポーツ交流センター
- 宇和島市学習交流センター（愛称：パフィオうわじま）

### 廃止した文化スポーツ施設
- 石丸公園：温水プール、
- クアホテル宇和島: 室内25mプール、水泳教室

## 著名な出身者

### 政官界
- 今松治郎 - 和歌山県知事、静岡県知事、総理府総務長官
- 児島惟謙 - 大審院長
- 高畠亀太郎 - 宇和島市長、衆議院議員
- 増原惠吉 - 香川県知事、警察予備隊本部長官、行政管理庁長官、北海道開発庁長官、防衛庁長官
- 山本友一 - 宇和島市長、衆議院議員
- 山本公一 - 環境大臣、衆議院議員

### 学界・言論界
- 木村鷹太郎 - 歴史家
- 小林儀衛 - ジャーナリスト、『宇和島鉄道唱歌』を作詞
- 清家新一 - 物理学者
- 曽根松太郎 - 教育者
- 徳田元 - 生物学者
- 穂積陳重 - 日本国民法生みの親、日本初の法学博士
- 穂積八束 - 日本大学設立者、法学博士

### 産業界
- 油屋熊八 - 別府温泉発展の祖
- 井関邦三郎 - 井関農機創業者
- 大宮庫吉 - 寳酒造中興の祖
- 鹿村美久 - 富士瓦斯紡績元社長
- 土居通夫 - 大阪商工会議所元会頭、初代通天閣建設の旗振り
- 中島眞介 - パティシエ（ニューオータニ、シェフパティシエ）
- 中村浩之 - 三菱鉱石輸送元社長
- 松根宗一 - 電気事業連合会副会長、後楽園スタヂアム会長、産業軍（現：中日ドラゴンズ）オーナー
- 山口一彦 - ベルグアース創業者・社長、日本野菜育苗研修会元会長
- 山下亀三郎 - 山下汽船創業者

### 芸術
絵画・映像系
- 伊藤渓水 - 日本画家
- 伊藤大輔 - 映画監督
- カナヘイ - イラストレーター（旧吉田町出身）
- 楠葉宏三 - アニメーション監督
- 柴田正重 - 彫塑家
- 高畠華宵 - 挿絵画家
- 田中寅三（1878年〜1961年） - 洋画家[15]
- 谷岡ヤスジ - 漫画家
- 土居孝幸 - イラストレーター、キャラクターデザイナー
- 浜田泰介 - 日本画家
- 三輪田俊助 - 画家
- 村上天心 - 彫刻家

小説、詩歌系
- 井上宗和 - 作家、写真家、日本城郭協会を創設
- 宇神幸男 - 作家
- 大和田建樹 - 詩人（宇和島駅前に『鉄道唱歌』の歌碑がある）
- 片山恭一 - 小説家（『世界の中心で、愛をさけぶ』著者。同作の舞台は特定の都市ではないが宇和島市内の情景を主要なモチーフとしている）
- 木下博民 - ノンフィクション作家（代表作『南豫明倫館』、『板島橋』等）
- 久保喬 - 作家
- 末広鉄腸 - 新聞記者、小説家（政治小説）
- 須藤南翠 - 小説家
- 直遊紀 - 作家
- 中野逍遙 - 詩人
- 中井コッフ - 歌人、医師

### スポーツ
野球
- 有馬惠叶 - プロ野球選手（中日ドラゴンズ）
- 岩村明憲 - 元プロ野球選手（東京ヤクルトスワローズ、東北楽天ゴールデンイーグルス、福島ホープス）、現福島レッドホープス監督
- 岩村敬士 - 元プロ野球選手（近鉄バファローズ）
- 上甲正典 - 高校野球指導者（宇和島東高等学校、済美高等学校）
- 土居豪人 - プロ野球選手（千葉ロッテマリーンズ、石狩レッドフェニックス）
- 橋本将 - 元プロ野球選手（横浜ベイスターズ）
- 平井正史 - 元プロ野球選手（オリックス・バファローズ）
- 宮出隆自 - 元プロ野球選手（東京ヤクルトスワローズ）

陸上
- 鈴木健吾 - 陸上選手（長距離）。マラソン日本記録保持者

体操
- 松田治廣 - 旧姓山下。1964年東京オリンピック金メダリスト、山下跳びの考案者

空手
- 石井和義 - 正道会館設立（旧三間町出身）
- 高見彰 - 空手家（空手道 高見空手）
- 高見成昭 - 空手家（空手道 高見空手）

柔道
- 濱田初幸 - 柔道家[16]

プロレスラー
- SHO - プロレスラー（新日本プロレス）

水泳
- 大野孝之 - 第5回東アジア競技大会競泳50mバタフライ4位
- 吉村昌弘 - メルボルンオリンピック競泳200m平泳ぎ銀メダリスト

### 芸能・論壇
俳優
- 鮎瀬美都 - 女優・宝塚歌劇団所属
- 志賀圭二郎 - 俳優
- 島田一の介 - 喜劇俳優（よしもと新喜劇）
- ぢゃいこ - 喜劇俳優（よしもと新喜劇）
- 土居裕子 - 歌手、女優
- 松山恵子 - 「おけいちゃん」の愛称で親しまれたアイドル歌手。2006年死去

歌手
- 大石昌良 (Sound Schedule)  - 歌手
- 矢野昌大（★AMAGIN★） - ミュージシャン。宇和島の歌を歌っている
- うみくん - ボーカリストYouTuber

ミュージシャン
- 赤松クニユキ（サンダルバッヂ） - ミュージシャン（旧吉田町出身
- 大田紳一郎（doa） - ミュージシャン
- 鹿島公行（ジャパハリネットのベース） - ミュージシャン）
- 金戸覚 - ベーシスト
- Kenzooooooo（八十八ヶ所巡礼） - ミュージシャン（旧吉田町出身）
- Sun-High（0SOUL7） - ミュージシャン
- マーガレット廣井（八十八ヶ所巡礼） - ミュージシャン（旧吉田町出身）

アイドル
・柊奏多 (いつだって青い春) ｰアイドル
- uuガールズ - ローカルアイドル
- 兵頭葵（STU48） - アイドル

橋本あみ

グラビアアイドル
- 来栖うさこ - グラビアアイドル・タレント・Youtuber
- 長月翠 - グラビアアイドル、元ラストアイドル

声優
- 中川奈美 - 声優・歌手

パフォーマー
- 山本天心（蘭丸陽一） - コントユニットMYMY（まいまい）のメンバー。ザ・ニュースペーパー結成メンバー

振付
- 土居甫 - 振付師（旧津島町出身）

落語家
- 林家源平 - 落語家・俳優・タレント。（旧三間町出身）

### マスコミ
- 宮川俊二 - 元NHKアナウンサー（フジテレビ→フリー）
- 山下信 - NHKアナウンサー。かっては福岡放送局の看板的存在。東洋大学非常勤講師

## 市外局番
全域で0895（宇和島MA）。北宇和郡松野町・鬼北町も宇和島MAに含まれ、この3市町間は市外局番なしで通話できるが、同じ0895でも南宇和郡愛南町はMAが異なる（御荘MA）ため市外局番が必要となる。